# Сульмашинское сельское поселение
Сульмашинское сельское поселение — муниципальное образование в составе Чернушинского района Пермского края.
Административный центр — село Сульмаш.
В декабре 2004 года в результате реформы местного самоуправления Законом Пермского края наделено статусом сельского поселения.

## Географические положение
Поселение расположено в центре Чернушинского района.

## История
До 2006 года на территории поселения был Сульмашинский сельский совет. С 2006 года в результате реформы местного самоуправления образовано Сульмашинское сельское поселение.

## Население
По данным переписи 2010 года численность населения составила 1151 человек, в том числе 553 мужчины и 598 женщин.

## Населённые пункты
| Название | Тип населённого пункта       | Население, 2010 год | Почтовый индекс | ОКАТО          |
| -------- | ---------------------------- | ------------------- | --------------- | -------------- |
| Сульмаш  | Село, административный центр | 931                 | 617 811         | 57 257 840 001 |
| Аминькай | Деревня                      | 220                 | 617 811         | 57 257 840 002 |

## Объекты социальной сферы
- общеобразовательные учреждения:[4]
  - МОУ «Сульмашинская основная общеобразовательная школа»
- учреждения здравоохранения:[5]
  - Сульмашинский ФАП
- религия:
  - мечеть в селе Сульмаш (открыта 27 июня 2008 года)[6]